# Veckjärvi
Veckjärvi är en sjö i Borgå stad i Finland.   Den ligger i landskapet Nyland, i den södra delen av landet, 50 km nordost om huvudstaden Helsingfors. Veckjärvi ligger 11,9 meter över havet. Arean är 1,9 kvadratkilometer och strandlinjen är 17,41 kilometer lång. Sjön  ingår i Illbyåns huvudavrinningsområde.   I omgivningarna runt Veckjärvi växer i huvudsak blandskog.
I övrigt finns följande vid Veckjärvi:
- Hasselholmen (en udde)
- Tunnträsket (en sjö)